# Parque Nacional Península Bruce

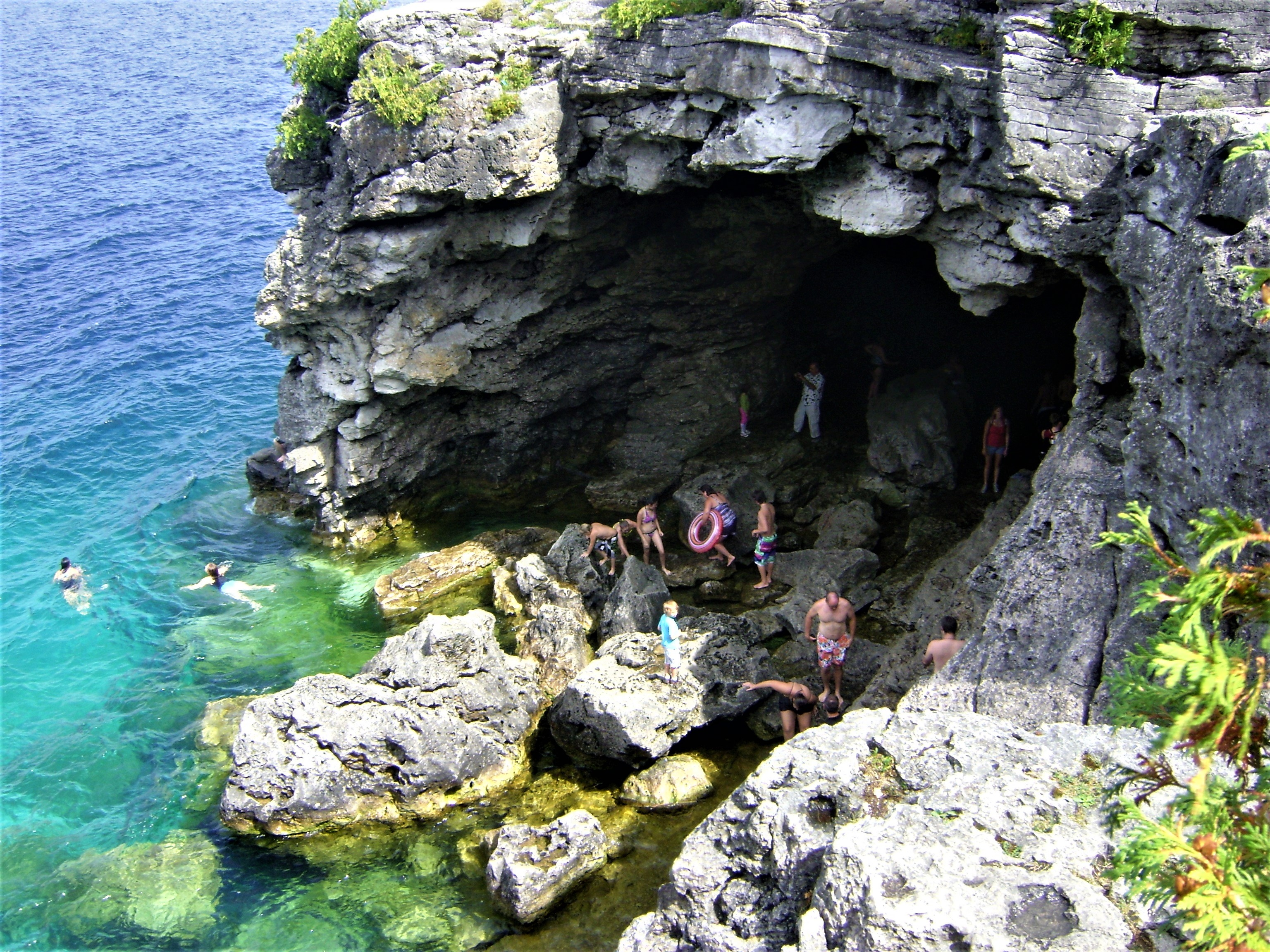
Parque Nacional Península Bruce

O  Parque Nacional Península Bruce localiza-se na província canadense de Ontário. Possui uma abundante vida selvagem, especialmente de ursos negros, além de proporcionar inúmeras atividades de recreação.